# Slaget vid Maldon
Slaget vid Maldon är en dikt på fornengelska, som skildrar hur den anglo-saxiske "ealdormannen" Byrthnot med en trupp försöker försvara Essex från en invaderande styrka vikingar. De två grupperna står på var sin sida om en flod, och ingen är stark nog att ta sig över för att möta den andre medan de står i vattnet. Byrthnot ger därför plats åt vikingarna, och en strid kan stå. Denna slutar med en seger för vikingarna, och Byrthnot dödas.
Dikten har bland annat behandlats av J.R.R. Tolkien, som skrev en dikt som behandlade vad som hände efter slaget, med en åtföljande essä. Dessa finns utgivna på svenska i Ringens värld. Tolkien menar att dikten är starkt kritisk mot Byrthnots agerande och dennes "övermod".
Slaget figurerar också i Frans G Bengtssons roman Röde Orm.